# Championnat d'Allemagne d'échecs
Le Championnat d'échecs d'Allemagne est une épreuve  organisée par la Fédération allemande des échecs  (Deutscher Schachbund : DSB).

## Multiples vainqueurs
11 titres  de champion d'Allemagne de l'Est
- Wolfgang Uhlmann (RDA, 1954, 1955, 1958, 1964, 1968, 1975, 1976, 1981, 1983, 1985 et 1986)

7 titres
- Wolfgang Unzicker

- Allemagne de l'Ouest : 1948, 1950 et 1953 ;
- « Allemagne réunie » : 1953-1954 ;
- RFA : 1959, 1963 et 1965

5 titres  de champion d'Allemagne de l'Est
- Rainer Knaak (RDA, 1974, 1978, 1982, 1983 et 1984)

- 4 titres
  - Efim Bogoljubov
    - congrès allemands de 1925 et 1931 ;
    - championnat d'Allemagne 1933 ;
    - championnat d'Allemagne de l'Ouest : 1949

  - Wolfgang Pietzsch
    - zone soviétique ; 1949 ;
    - RDA : 1959-1960, 1962 et 1967
- 3 titres
  - Georg Kieninger (1937, 1940 et 1947)
  - Lutz Espig (RDA, 1969, 1971 et 1988)
  - Vlastimil Hort (RFA : 1987, 1989 ; championnat réunifié : 1991)
  - Thomas Luther (1993, 2002 et 2006)
  - Daniel Fridman (2008, 2012 et 2014)
- 2 titres
  - Ehrhardt Post (1921 et 1922)
  - Erich Eliskases (autrichien, 1938 et 1939)
  - Rudolf Teschner (zone soviétique 1948 et « Allemagne réunie » 1951)
  - Reinhardt Fuchs (RDA, 1953 et 1956)
  - Klaus Darga (RFA, 1955 et 1961)
  - Burkhard Malich (RDA, 1957 et 1973)
  - Lothar Zinn (en) (RDA, 1961 et 1965)
  - Robert Hübner (RFA 1967 et 1999)
  - Hans-Joachim Hecht (RFA, 1970 et 1973)
  - Lothar Vogt (RDA, 1977 et 1979)
  - Eric Lobron (RFA, 1980 et 1984)
  - Hans-Ulrich Grünberg (en) (RDA, 1980 et 1989)
  - Raj Tischbierek (en) (RDA, 1987 et 1990)
  - Thomas Pähtz (en) (RDA, 1988 et 1990)
  - Christopher Lutz (1995 et 2001)
  - Matthias Wahls (1996 et 1997)
  - Niclas Huschenbeth (2010 et 2019)
  - Klaus Bischoff (2013 et 2015)

## Congrès de la fédération allemande de 1920 à 1932
Avant la Première Guerre mondiale, la fédération allemande organisait le congrès allemand d'échecs, un festival international d'échecs avec un tournoi principal (Meisterturnier) et des tournois d'accession (Hauptturnier).
Après 1918, la tradition se poursuivit avec un tournoi où participaient principalement des joueurs allemands;
| Congrès | Année | Lieu           | Joueurs | Vainqueur du Meisterturnier                                        | Deuxième(s)                                                        |
| ------- | ----- | -------------- | ------- | ------------------------------------------------------------------ | ------------------------------------------------------------------ |
| 20      | 1920  | Berlin         |         | Pas de Meisterturnier, Friedrich Sämisch vainqueur du Hauptturnier | Pas de Meisterturnier, Friedrich Sämisch vainqueur du Hauptturnier |
| 21      | 1921  | Hambourg       | 12      | Ehrhardt Post                                                      | Friedrich Sämisch                                                  |
| 22      | 1922  | Bad Oeynhausen | 12      | Ehrhardt Post                                                      | Carl Carls                                                         |
| 23      | 1923  | Francfort      | 10      | Ernst Grünfeld                                                     | Ehrhardt Post Heinrich Wagner                                      |
| 24      | 1925  | Breslau        | 12      | Efim Bogoljubov                                                    |                                                                    |
| 25      | 1927  | Magdebourg     | 14      | Rudolf Spielmann                                                   | Efim Bogoljuvov                                                    |
| 26      | 1929  | Duisbourg      | 14      | Carl Ahues                                                         | Paul Saladin Leonhardt                                             |
| 27      | 1931  | Swinemünde     | 13      | Efim Bogoljubov (après départage)                                  | Ludwig Rödl                                                        |
| 28      | 1932  | Bad Ems        | 8       | Georg Kieninger                                                    | Hugo Hussong Ewald Kaffer Heinrich von Hennig                      |

## 1933 à 1943: championnats d'Allemagne et de la Grande Allemagne
Le premier championnat d'Allemagne, réservé aux joueurs allemands, puis également aux joueurs de l'Autriche annexée, est le championnat de la Grande Allemagne.
| Congrès | Édition Année | Édition Année | Lieu            | Champion                                                        | Deuxième(s)                                                     | Troisième(s)                                                    | Joueurs                                                         |
| ------- | ------------- | ------------- | --------------- | --------------------------------------------------------------- | --------------------------------------------------------------- | --------------------------------------------------------------- | --------------------------------------------------------------- |
| 29      | 1             | 1933          | Bad Pyrmont     | Efim Bogoljubov                                                 | Ludwig Rödl                                                     | Georg Kieninger Carl Carls                                      | 16                                                              |
| 30      | 2             | 1934          | Aix-la-Chapelle | Carl Carls                                                      | Heinrich Reinhardt                                              | Ludwig Rödl                                                     | 18                                                              |
| 31      | 3             | 1935          | Aix-la-Chapelle | Kurt Richter                                                    | Wilhelm Ernst Paul Michel Carl Ahues                            |                                                                 | 15                                                              |
| 32      |               | 1936          | Munich          | Aucun championnat ne fut organisé en 1936, lors du 32e congrès. | Aucun championnat ne fut organisé en 1936, lors du 32e congrès. | Aucun championnat ne fut organisé en 1936, lors du 32e congrès. | Aucun championnat ne fut organisé en 1936, lors du 32e congrès. |
| 33      | 4             | 1937          | Bad Oeynhausen  | Georg Kieninger                                                 | Kurt Richter                                                    | Ludwig Rellstab                                                 | 14                                                              |
| 34      | 5             | 1938          | Bad Oeynhausen  | Erich Eliskases (autrichien)                                    | Georg Kieninger Paul Michel                                     |                                                                 | 16                                                              |
| 35      | 6             | 1939          | Bad Oeynhausen  | Erich Eliskases                                                 | Josef Lokvenc                                                   | Karl Gilg                                                       | 16                                                              |
| 36      | 7             | 1940          | Bad Oeynhausen  | Georg Kieninger                                                 | Paul Felix Schmidt                                              | Kurt Richter Karl Gilg                                          | 16                                                              |
| 37      | 8             | 1941          | Bad Oeynhausen  | Paul Felix Schmidt Klaus Junge                                  |                                                                 | Kurt Richter                                                    | 16                                                              |
| 38      | 9             | 1942          | Bad Oeynhausen  | Ludwig Rellstab                                                 | Hans Müller Georg Klaus                                         |                                                                 | 13                                                              |
| 39      | 10            | 1943          | Vienne          | Josef Lokvenc (autrichien)                                      | Paul Felix Schmidt                                              | Hans Zollner                                                    | 16                                                              |

## 1947 à 1991: deux championnats parallèles

### Tournois de la zone soviétique (1946 à 1949)
| Édition Année | Édition Année | Lieu                | Champion          | Deuxième                 | Troisième      | Joueurs |
| ------------- | ------------- | ------------------- | ----------------- | ------------------------ | -------------- | ------- |
| 1             | 1946          | Leipzig             | Berthold Koch     | Ludwig Hermann (ex æquo) | Kurt Krause    | 12      |
| 2             | 1947          | Weißenfels          | Lothar Schmid     | Gerhard Pfeiffer         |                |         |
| 3             | 1948          | Bad Doberan         | Rudolf Teschner   | Kurt Gumprich            | Rudolf Elstner | 18      |
| 4             | 1949          | Bad Klosterlausnitz | Wolfgang Pietzsch | Kurt Krause              | Hans Platz     | 22      |

### Championnat de RDA (1950 à 1990)
| Édition Année | Édition Année | Lieu                 | Champion                              | Deuxième(s)                                   | Troisième(s)                                   | Joueurs |
| ------------- | ------------- | -------------------- | ------------------------------------- | --------------------------------------------- | ---------------------------------------------- | ------- |
| 1             | 1950          | Sömmerda             | Rudolf Elstner (en)                   | Wolfgang Pietzsch                             | Hans Platz                                     | 17      |
| 2             | 1951          | Schwerin             | Georg Stein (en)                      | Wolfgang Pietzsch                             | Hans Platz                                     | 17      |
| 3             | 1952          | Binz                 | Berthold Koch (en) (après départages) | Klaus Muller (ex æquo)                        |                                                | 15      |
| 4             | 1953          | Iéna                 | Reinhart Fuchs                        | Berthold Koch                                 | Edmund Budrich                                 | 30      |
| 5             | 1954          | Meerane              | Wolfgang Uhlmann                      | Reinhart Fuchs Berthold Koch                  |                                                | 16      |
| 6             | 1955          | Zwickau              | Wolfgang Uhlmann                      | Berthold Koch Sieghard Dittmann               |                                                | 18      |
| 7             | 1956          | Leipzig              | Reinhart Fuchs                        | Werner Breustedt                              | Dieser Bertholdt                               | 18      |
| 8             | 1957          | Sömmerda             | Burkhard Malich                       | Dieser Bertholdt                              | Werner Golz                                    | 16      |
| 9             | 1958          | Schkopau             | Wolfgang Uhlmann                      | Wolfgang Pietzsch                             | Lothar Zinn (en)                               | 16      |
| 10            | 1959 -1960    | Leipzig              | Wolfgang Pietzsch                     | Werner Golz (ex æquo)                         | Reinhart Fuchs                                 | 14      |
| 11            | 1961          | Premnitz             | Lothar Zinn (en)                      | Wolfgang Uhlmann                              | Jürgen Mädler                                  | 16      |
| 12            | 1962          | Gera                 | Wolfgang Pietzsch                     | Burkhard Malich                               | Lothar Zinn Heinz Liebert Günther Möhring (en) | 17      |
| 13            | 1963          | Aschersleben         | Günther Möhring (en)                  | Burkhard Malich                               |                                                | 18      |
| 14            | 1964          | Magdebourg           | Wolfgang Uhlmann                      | Heinz Liebert                                 |                                                | 18      |
| 15            | 1965          | Annaberg-Buchholz    | Lothar Zinn                           | Werner Golz                                   |                                                | 17      |
| 16            | 1967          | Colditz              | Wolfgang Pietzsch                     | Burkhard Malich                               | Günther Möhring                                | 18      |
| 17            | 1968          | Weimar               | Wolfgang Uhlmann                      | Friedrich Baumbach                            | Werner Golz Heinz Liebert                      | 20      |
| 18            | 1969          | Schwerin             | Lutz Espig                            | Artur Hennings Günther Möhring                |                                                | 19      |
| 19            | 1970          | Freiberg             | Friedrich Baumbach                    | Heinz Liebert Artur Hennings                  |                                                | 20      |
| 20            | 1971          | Strausberg           | Lutz Espig                            | Burkhard Malich                               | Heinz Liebert                                  | 20      |
| 21            | 1972          | Görlitz              | Manfred Schöneberg (en)               | Burkhard Malich                               | Rainer Knaak                                   | 20      |
| 22            | 1973          | Erfurt               | Burkhard Malich                       | Lutz Espig Burkhard Malich                    |                                                | 20      |
| 23            | 1974          | Potsdam              | Rainer Knaak                          | Wolfgang Uhlmann Burkhard Malich Klaus Müller |                                                | 20      |
| 24            | 1975          | Stralsund            | Wolfgang Uhlmann (après départages)   | Rainer Knaak (ex æquo)                        | Lothar Vogt                                    | 20      |
| 25            | 1976          | Gröditz              | Wolfgang Uhlmann (après départages)   | Burkhard Malich Uwe Bönsch (ex æquo)          |                                                | 16      |
| 26            | 1977          | Francfort-sur-l'Oder | Lothar Vogt                           | Rainer Knaak                                  | Heinz Liebert                                  | 16      |
| 27            | 1978          | Eggesin              | Rainer Knaak                          | Lutz Espig                                    |                                                | 15      |
| 28            | 1979          | Suhl                 | Lothar Vogt                           | Wolfgang Uhlmann                              | Peter Hesse                                    | 16      |
| 29            | 1980          | Plauen               | Hans-Ulrich Grünberg (en)             | Lothar Vogt (ex æquo)                         | Lutz Espig Raj Tischbierek (en)                | 16      |
| 30            | 1981          | Fürstenwalde         | Wolfgang Uhlmann                      | Lutz Espig                                    | Rainer Knaak                                   | 14      |
| 31            | 1982          | Salzwedel            | Rainer Knaak                          | Wolfgang Uhlmann (ex æquo)                    | Uwe Bönsch Lothar Vogt                         | 14      |
| 32            | 1983          | Cottbus              | Rainer Knaak, Wolfgang Uhlmann        |                                               | Hans Ulrich Grünberg                           | 14      |
| 33            | 1984          | Eilenbourg           | Rainer Knaak                          | Raj Tischbierek                               | Lothar Vogt                                    | 14      |
| 34            | 1985          | Jüterbog             | Wolfgang Uhlmann                      | Uwe Bönsch                                    | Rainer Knaak                                   | 14      |
| 35            | 1986          | Nordhausen           | Wolfgang Uhlmann (après départages)   | Uwe Bönsch Rainer Knaak Lothar Vogt (ex æquo) |                                                | 14      |
| 36            | 1987          | Glauchau             | Raj Tischbierek (en)                  | Hans-Ulrich Grünberg Thomas Pähtz (ex æquo)   |                                                | 13      |
| 37            | 1988          | Stralsund            | Lutz Espig, Thomas Pähtz (en)         |                                               | Lothar Vogt                                    | 14      |
| 38            | 1989          | Zittau               | Hans-Ulrich Grünberg (en)             | Thomas Luther                                 | Rainer Knaak                                   | 14      |
| 39            | 1990          | Bad Blankenburg      | Raj Tischbierek, Thomas Pähtz         |                                               | Thomas Luther                                  | 12      |

### Championnats d'«Allemagne réunie» (1947, 1951 et 1953)
| Année                    | Lieu       | Champion                           | Deuxième(s)      | Troisième(s)             | Joueurs | Notes |
| ------------------------ | ---------- | ---------------------------------- | ---------------- | ------------------------ | ------- | --- |
| 1947                     | Weidenau   | Georg Kieninger                    | Ludwig Rödl      | Gustav Machate           | 20      | Championnat d'Allemagne réunieBerlin et la zone Est n'étaient pas représentés dans ce tournoi.40e congrès de la Fédération allemande. |
| 1951                     | Düsseldorf | Rudolf Teschner                    | Gerhard Pfeiffer | Walter Jäger             | 22      | Championnat d'Allemagne réunie44e congrès de la Fédération allemande.                                                                 |
| 1953 et 1954 (départage) | Leipzig    | Wofgang Unzicker (après départage) | Ludwig Schmitt   | Berthold Koch (en) (RDA) | 31      | Système suisseChampionnat d'Allemagne réunie (RFA et RDA) disputé en novembre 1953                                                    |

### Championnats des zones d'Allemagne de l'Ouest (1948 et 1949)
| Congrès | Année | Lieu        | Champion          | Deuxième(s)     | Troisième(s)   | Joueurs | Notes                                            |
| ------- | ----- | ----------- | ----------------- | --------------- | -------------- | ------- | ------------------------------------------------ |
| 41      | 1948  | Essen       | Wolfgang Unzicker | Georg Kieninger | Gustav Machate | 16      | Championnat des zones d'Allemagne de l'Ouest     |
| 42      | 1949  | Bad Pyrmont | Efim Bogoljubov   | Paul Tröger     | Lothar Schmid  | 36      | Système suisseChampionnat d'Allemagne de l'Ouest |

### 1950 à 1991 (championnat de RFA)
La République fédérale a été créée en mai 1949.
| Année                     | Lieu             | Champion                                     | Deuxième(s)                                                                            | Troisième(s)                                                                           | Joueurs | Notes                    |
| ------------------------- | ---------------- | -------------------------------------------- | -------------------------------------------------------------------------------------- | -------------------------------------------------------------------------------------- | ------- | ------------------------ |
| 1950                      | Bad Pyrmont      | Wolfgang Unzicker                            | Efim Bogoljubov Han Staudte                                                            |                                                                                        | 18      | Tournoi toutes rondes    |
| 1953 (mars-avril)         | Berlin           | Wolfgang Unzicker                            | Herbert Heinicke Heinz Lehmann                                                         |                                                                                        | 16      | Tournoi toutes rondes    |
| 1955                      | Francfort-Höchst | Klaus Darga                                  | Lothar Schmid                                                                          | Gerhard Pfeiffer                                                                       | 16      | Tournoi toutes rondes    |
| 1957                      | Bad Neuenahr     | Paul Tröger                                  | Wofgang unzicker                                                                       | Wolfgang Uhlmann                                                                       | 16      | Tournoi toutes rondes    |
| 1959                      | Nuremberg        | Wolfgang Unzicker                            | Lothar Schmid                                                                          | Heinz Lehmann                                                                          | 16      | Tournoi toutes rondes    |
| 1961                      | Bad Pyrmont      | Klaus Darga                                  | Paul Tröger Egon Joppen                                                                |                                                                                        | 16      | Tournoi toutes rondes    |
| 1963                      | Bad Pyrmont      | Wolfgang Unzicker (après match de départage) | Helmut Pfleger (perd le départage)                                                     | Hans-Joachim Hecht                                                                     | 16      | Tournoi toutes rondes    |
| 1965                      | Bad Aibling      | Wolfgang Unzicker Helmut Pfleger             | Égalité lors du départage. Le titre est partagé en 1965 et 1967.                       | Hans-Günther Kestler                                                                   | 16      | Tournoi toutes rondes    |
| 1967                      | Kiel             | Robert Hübner Hans Besser                    | Égalité lors du départage. Le titre est partagé en 1965 et 1967.                       | Hans-Joachim Hecht Hans-Günther Kestler                                                | 16      | Tournoi toutes rondes    |
| 1969                      | Königsfeld       | Manfred Christoph                            | Peter Staller                                                                          | Klaus-Peter Klundt Hans Günther Kestler                                                | 16      | Tournoi toutes rondes    |
| 1970                      | Völklingen       | Hans-Joachim Hecht                           | Klaus-Peter Klundt                                                                     | Karl Schiffer Günther Capelan Mathias Gerusel                                          | 36      | Système suisse 15 rondes |
| 1972                      | Oberursel        | Hans-Günther Kestler                         | Uwe Kunsztowicz                                                                        | Alois Suess Mathias Gerusel Ralf Scheipl Manfred Hermann                               | 36      | Système suisse 15 rondes |
| 1974                      | Menden           | Peter Ostermeyer (en)                        | Johannes Eising                                                                        | Werner Reichenbach Ralf Malleee Karl Schiffer                                          | 36      | Système suisse 15 rondes |
| 1976                      | Bad Pyrmont      | Klaus Wuckenfuss                             | Quatre joueurs ex æquo : Dieter Mohrlock, Mathias Gerusel Oskar Borik, Manfred Hermann | Quatre joueurs ex æquo : Dieter Mohrlock, Mathias Gerusel Oskar Borik, Manfred Hermann | 26      | Système suisse 11 rondes |
| 1978                      | Bad Neuenahr     | Luděk Pachman                                | Ralf Lau                                                                               | Harald Lieb Peter Dankert                                                              | 24      | Système suisse 11 rondes |
| 1980                      | Bad Neuenahr     | Eric Lobron                                  | Bernhard Feustel Uwe Kunsztowickz Manfred Hermann                                      |                                                                                        | 24      | Système suisse 11 rondes |
| 1982                      | Bad Neuenahr     | Manfred Glienke                              | Peter Ostermeyer Wolfram Hartmann Herbert Bastian                                      |                                                                                        | 24      | Système suisse 11 rondes |
| 1984                      | Bad Neuenahr     | Eric Lobron                                  | Peter Ostermeyer Frank Schöntier                                                       |                                                                                        | 24      | Système suisse 11 rondes |
| 1987                      | Bad Neuenahr     | Vlastimil Hort (après départage)             | Ralf Lau (ex æquo)                                                                     | Oliver Reeh                                                                            | 16      | Tournoi toutes rondes    |
| 1989                      | Bad Neuenahr     | Vlastimil Hort (après départage)             | Eckhard Schmittdiel (ex æquo)                                                          | Ralf Lau Jörg Hickl                                                                    | 16      | Tournoi toutes rondes    |
| 1991 (championnat unifié) | Bad Neuenahr     | Vlastimil Hort                               | Jörg Hickl                                                                             | Wolfgang Uhlmann                                                                       | 16      | Tournoi toutes rondes    |

### Championnat international de RFA et championnat open de RFA
| Année | Lieu           | Joueurs | Vainqueur                                      | Premiers joueurs allemands                              |
| ----- | -------------- | ------- | ---------------------------------------------- | ------------------------------------------------------- |
| 1971  | Berlin-Ouest   | 16      | Svetozar Gligorić                              | Hans-Joachim Hecht (4e)                                 |
| 1973  | Dortmund       | 16      | Hans-Joachim Hecht Ulf Andersson Boris Spassky | Hans-Joachim Hecht (1er-3e)                             |
| 1975  | Mannheim       | 16      | Walter Browne                                  | Luděk Pachman (2e)                                      |
| 1977  | Bad Lauterberg | 16      | Anatoli Karpov                                 | Robert Hübner (5e-8e)                                   |
| 1979  | Munich         | 14      | Boris Spassky (au départage)                   | Robert Hübner (1er-4e) (4e au départage)                |
| 1981  | Bochum         | 16      | Lubomir Kavalek                                | Otto Borik (en) (5e-7e)                                 |
| 1983  | Hanovre        | 16      | Anatoli Karpov                                 | Peter Ostermeyer (en) (5e)                              |
| 1986  | Krefeld        | 248     | John Nunn                                      | Norbert Sehner Philipp Schlosser Klaus Bischoff (2e-5e) |

En 1986, le championnat de RFA fut un open organisé à Krefeld avec 248 participants (système suisse) et remporté par John Nunn devant Nigel Short, Norbert Sehner, Philipp Schlosser et Klaus Bischoff.

## Depuis 1991 (championnats réunifiés)
De 1993 à 2019, le championnat d'Allemagne est annuel et est organisé suivant un système suisse avec 9 rondes.
| Année | Lieu            | Champion                            | Deuxième(s)                                                                                         | Troisième(s)                                                                                        | Joueurs            |
| ----- | --------------- | ----------------------------------- | --------------------------------------------------------------------------------------------------- | --------------------------------------------------------------------------------------------------- | ------------------ |
| 1991  | Bad Neuenahr    | Vlastimil Hort                      | Jörg Hickl                                                                                          | Wolfgang Uhlmann                                                                                    | 16 (toutes rondes) |
| 1993  | Bad Wildbad     | Thomas Luther                       | Thomas Pähtz (en) (ex æquo)                                                                         | Six joueurs (3e: Jörg Hickl)                                                                        | 46                 |
| 1994  | Binz            | Peter Enders                        | Matthias Wahls                                                                                      | Trois joueurs (3e : Michael Bazold)                                                                 | 38                 |
| 1995  | Binz            | Christopher Lutz (après départages) | Arno Zude, Matthias Wahls Roman Slobodjan, Philipp Schlosser (départage entre cinq joueurs ex æquo) | Arno Zude, Matthias Wahls Roman Slobodjan, Philipp Schlosser (départage entre cinq joueurs ex æquo) | 46                 |
| 1996  | Dudweiler       | Matthias Wahls                      | Stefan Kindermann                                                                                   | Quatre joueurs (3e : Karsten Müller)                                                                | 40                 |
| 1997  | Gladenbach      | Matthias Wahls                      | Christopher Lutz                                                                                    | Karsten Müller                                                                                      | 38                 |
| 1998  | Brême           | Jörg Hickl                          | Christopher Lutz                                                                                    | Christian Gabriel                                                                                   | 48                 |
| 1999  | Altenkirchen    | Robert Hübner                       | Rustem Dautov                                                                                       | Cinq joueurs (3e : Klaus Bischoff) (4e : Roman Slobodjan)                                           | 39                 |
| 2000  | Heringsdorf     | Robert Rabiega (de)                 | Alexander Graf Arkadij Naiditsch Mikhailo Prushikhin                                                | | 42                 |
| 2001  | Altenkrichen    | Christopher Lutz                    | Florian Handke                                                                                      | Robert Hübner                                                                                       | 42                 |
| 2002  | Sarrebruck      | Thomas Luther                       | Alexander Graf                                                                                      | Florian Handke                                                                                      | 41                 |
| 2004  | Höckendorf      | Alexander Graf                      | Jan Gustafsson                                                                                      | Thias Heinemann Sergei Kalinitschew                                                                 | 46                 |
| 2005  | Altenkirchen    | Arthur Youssoupov                   | Jan Gustafsson                                                                                      | Cinq joueurs (3e : Alexander Graf)                                                                  | 46                 |
| 2006  | Osterburg       | Thomas Luther (au départage)        | Vitaly Kunin                                                                                        | Arthur Youssoupov (ex æquo)                                                                         | 46                 |
| 2007  | Bad Königshofen | Arkadij Naiditsch                   | Rainer Buhmann (ex æquo)                                                                            | Jan Gustafsson Thomas Henrich Thomas Luther                                                         | 40                 |
| 2008  | Bad Wörishofen  | Daniel Fridman                      | Klaus Bischoff                                                                                      | Cinq joueurs (3e : Leonid Kritz)                                                                    | 46                 |
| 2009  | Sarrebruck      | Arik Braun                          | Prusikin Michael (ex æquo)                                                                          | Klaus Bischoff                                                                                      | 44                 |
| 2010  | Bad Liebenzell  | Niclas Huschenbeth                  | Igor Khenkin                                                                                        | Quatre joueurs (3e : Sebastian Bogner)                                                              | 44                 |
| 2011  | Bonn            | Igor Khenkin                        | Jan Gustafsson                                                                                      | Daniel Fridman Rainer Buhmann Oswald Gschnitzer                                                     | 33                 |
| 2012  | Osterburg       | Daniel Fridman                      | Igor Khenkin                                                                                        | Quatre joueurs                                                                                      | 42                 |
| 2013  | Sarrebruck      | Klaus Bischoff                      | Sept joueurs (2e : Rainer Buhmann)                                                                  | | 42                 |
| 2014  | Verden          | Daniel Fridman                      | Dennis Wagner                                                                                       | Vitaly Kunin                                                                                        | 44                 |
| 2015  | Sarrebruck      | Klaus Bischoff                      | Vitaly Kunin (ex æquo)                                                                              | Six joueurs (3e : Rasmus Svane)                                                                     | 36                 |
| 2016  | Lübeck          | Sergej Kalinitschew (au départage)  | Rasmus Svane                                                                                        | Karsten Schutz Alexander Gasthofer                                                                  | 26                 |
| 2017  | Apolda          | Liviu-Dieter Nisipeanu              | Rasmus Svane                                                                                        | Alexander Donchenko                                                                                 | 40                 |
| 2018  | Dresde          | Rainer Buhmann                      | Eduard Miller Theo Gungl Hagen Poetsch                                                              | | 24                 |
| 2019  | Magdebourg      | Niclas Huschenbeth                  | Dmitrij Kollars (ex æquof)                                                                          | Alexander Graf Mark Kvetny                                                                          | 32                 |
| 2020  | Magdebourg      | Luis Engel                          | Alexander Graf                                                                                      | | 34                 |
| 2021  | Magdebourg      | Jonas Rosner                        | Frederik Svane                                                                                      | Tobia Kölle Vitaly Kunin                                                                            |                    |
| 2022  | Magdebourg      | Leonardo Costa (de)                 | Jonas Roseneck                                                                                      | Ashot Paravyan                                                                                      | 44                 |
| 2023  | Ostfildern      | Vitaly Kunin                        | Marius Deuer                                                                                        | Tobias Kölle                                                                                        | 36                 |
| 2024  | Ostfildern      | Dmitrij Kollars                     | Niclas Huschenbeth                                                                                  | Dennis Wagner                                                                                       | 10                 |
| 2025  | Munich          | Vincent Keymer                      | Matthias Blübaum                                                                                    | Dennis Wagner                                                                                       | 10                 |

## German Masters (tournoi fermé)
| Année | Lieu       | Champion               | Deuxième(s)                               | Joueurs |
| ----- | ---------- | ---------------------- | ----------------------------------------- | ------- |
| 2015  | Dresde     | Daniel Fridman         | Georg Meier                               | 6       |
| 2017  | Dresde     | Falko Bindrich         | Rainer Buhmann (ex æquo)                  | 8       |
| 2019  | Magdebourg | Liviu-Dieter Nisipeanu | Georg Meier (ex æquo)                     | 8       |
| 2020  | Magdebourg | Matthias Blübaum       | Liviu-Dieter Nisipeanu Niclas Huschenbeth | 8       |
| 2021  | Magdebourg | Luis Engel             | Rasmus Svane Georg Meier Andreas Heimann  | 10      |
| 2022  | Magdebourg | Vincent Keymer         | Frederik Svane                            | 10      |
| 2023  | Rosenheim  | Dennis Wagner          | Alexander Donchenko Rasmus Svane          | 10      |

## Championnats féminins

### Allemagne de l'ouest et Allemagne unifiée
Lors du congrès de la fédération allemande en 1927, à Magdebourg, un tournoi féminin est mis en place. La lauréate, Mittelmann, reçoit le titre de « maître féminin de la fédération allemande des échecs » (« Meisterin des Deutschen Schachbundes »). Depuis 1939, la fédération allemande organise régulièrement un championnat féminin.
| Année | Ville hôte          | Championne                         |
| ----- | ------------------- | ---------------------------------- |
| 1939  | Stuttgart           | Friedl Rinder                      |
| 1942  | Bad Oeynhausen      | Edith Keller                       |
| 1943  | Vienne              | Gertrud Jürgens (de)               |
| 1947  | Seesen              | Edith Keller                       |
| 1949  | Munich              | Friedl Rinder                      |
| 1951  | Bad Klosterlausnitz | Edith Keller                       |
| 1952  | Schwerin            | Edith Keller-Herrmann              |
| 1953  | Waldkirch           | Edith Keller-Herrmann              |
| 1955  | Krefeld             | Friedl Rinder                      |
| 1956  | Wolfratshausen      | Friedl Rinder                      |
| 1957  | Lindau              | Helga Axt (en)                     |
| 1958  | Gießen              | Helga Axt                          |
| 1959  | Dahn                | Friedl Rinder                      |
| 1960  | Büdingen            | Maria Scheffold (en)               |
| 1961  | Wennigsen           | Helga Axt                          |
| 1962  | Eckernförde         | Anneliese Brandler (en)            |
| 1963  | Krefeld             | Hannelore Lucht (en)               |
| 1964  | Brême               | Irmgard Kärner (en)                |
| 1965  | Wangen im Allgäu    | Ottilie Stibaner (en)              |
| 1968  | Fürstenfeldbruck    | Ursula Wasnetsky (en)              |
| 1970  | Lauterbach          | Anni Laakmann (en)                 |
| 1972  | Burg                | Anni Laakmann                      |
| 1974  | Cassel              | Anni Laakmann                      |
| 1976  | Brilon              | Anni Laakmann                      |
| 1978  | Möhnesee            | Barbara Hund                       |
| 1980  | Schwäbisch Gmünd    | Isabel Hund (en)                   |
| 1982  | Porz                | Barbara Hund                       |
| 1984  | Bad Aibling         | Barbara Hund                       |
| 1987  | Bad Lauterberg      | Ute Späte (en)                     |
| 1989  | Bad Aibling         | Isabel Hund                        |
| 1991  | Beverungen          | Anke Koglin (en)                   |
| 1993  | Bad Mergentheim     | Marina Olbrich (en)                |
| 1995  | Krefeld             | Tatiana Grabouzova                 |
| 1997  | Ottweiler           | Marina Olbrich                     |
| 1999  | Chemnitz            | Elisabeth Pähtz                    |
| 2001  | Krefeld             | Jessica Nill (en)                  |
| 2003  | Altenkirchen        | Annemarie Sylvia Meier             |
| 2005  | Bad Königshofen     | Sandra Krege (en)                  |
| 2007  | Osterburg           | Ljubow Kopylowa                    |
| 2009  | Hockenheim          | Polina Zilberman (en)              |
| 2011  | Bonn                | Sarah Hoolt                        |
| 2013  | Bad Wiessee         | Hanna Marie Klek                   |
| 2015  | Bad Wiessee         | Zoya Schleining                    |
| 2017  | Bad Wiessee         | Jana Schneider (14 ans et 11 mois) |
| 2019  | Magdebourg          | Marta Michna                       |
| 2020  | Magdebourg          | Carmen Voicu-Jagodzinsky           |
| 2021  | Magdebourg          | Elena Köpke                        |
| 2022  | Magdebourg          | Lara Schulze                       |
| 2023  | Ostfildern          | Kateryna Doljykova                 |
| 2024  | Ostfildern          | Tetyana Kostak                     |
| 2025  | Munich              | Dinara Wagner                      |

### Autres championnats féminins (est-allemands, internationaux et open)
| Année | Ville hôte          | Championne          |
| ----- | ------------------- | ------------------- |
| 1948  | Bad Doberan         | Gertrud Nüsken (en) |
| 1949  | Bad Klosterlausnitz | Mira Kremer (en)    |

| Année | Ville hôte           | Championne                            |
| ----- | -------------------- | ------------------------------------- |
| 1950  | Sömmerda             | Edith Keller, Gertrud Nüsken (en)     |
| 1951  | Schwerin             | Mira Kremer (en)                      |
| 1952  | Schwerin             | Edith Keller-Herrmann                 |
| 1953  | Weißenfels           | Gertrud Nüsken                        |
| 1954  | Bad Saarow           | Ursula Höroldt (en)                   |
| 1955  | Zwickau              | Gertrud Nüsken                        |
| 1956  | Leipzig              | Edith Keller-Herrmann                 |
| 1957  | Sömmerda             | Edith Keller-Herrmann                 |
| 1958  | Schkopau             | Waltraud Schameitat (en)              |
| 1959  | Leipzig              | Edith Keller-Herrmann                 |
| 1961  | Premnitz             | Waltraud Schameitat                   |
| 1962  | Gera                 | Waltraud Schameitat                   |
| 1963  | Aschersleben         | Waltraud Nowarra (en)                 |
| 1964  | Magdebourg           | Gabriele Ortlepp (en)                 |
| 1965  | Annaberg-Buchholz    | Gabriele Just (en)                    |
| 1967  | Colditz              | Waltraud Nowarra, Ursula Liebert (en) |
| 1968  | Weimar               | Waltraud Nowarra                      |
| 1969  | Schwerin             | Waltraud Nowarra                      |
| 1970  | Freiberg             | Christina Hölzlein (en)               |
| 1971  | Strausberg           | Christina Hölzlein                    |
| 1972  | Görlitz              | Gabriele Just                         |
| 1973  | Erfurt               | Eveline Nünchert (en)                 |
| 1974  | Potsdam              | Petra Feustel (en)                    |
| 1975  | Stralsund            | Brigitte Hofmann                      |
| 1976  | Gröditz              | Petra Feustel                         |
| 1977  | Francfort-sur-l'Oder | Petra Feustel                         |
| 1978  | Torgelow             | Brigitte Hofmann                      |
| 1979  | Suhl                 | Brigitte Hofmann                      |
| 1980  | Plauen               | Ulricke Seidemann (en)                |
| 1981  | Fürstenwalde         | Annett Wagner-Michel (en)             |
| 1982  | Salzwedel            | Iris Bröder (en)                      |
| 1983  | Cottbus              | Annett Wagner-Michel                  |
| 1984  | Eilenbourg           | Iris Bröder                           |
| 1985  | Jüterbog             | Marion Heintze (en)                   |
| 1986  | Nordhausen           | Carola Manger (en)                    |
| 1987  | Glauchau             | Iris Bröder                           |
| 1988  | Stralsund            | Antje Riedel (en)                     |
| 1989  | Zittau               | Kerstin Kunze (en)                    |
| 1990  | Bad Blankenburg      | Gundula Nehse (en)                    |

| Année | Ville hôte                | Championne             |
| ----- | ------------------------- | ---------------------- |
| 1971  | Zell am Harmersbach       | Gertrud Renz           |
| 1973  | Bad Aibling               | Doina Pfleger          |
| 1975  | Zell am Harmersbach       | Ursula Wasnetsky (en)  |
| 1977  | Weißenhäuser Strand       | Maria Kuch             |
| 1979  | Wittlich                  | Christel Neumark       |
| 1981  | Brilon                    | Annette Borik          |
| 1983  | Porz                      | Raissa Wapnitschnaja   |
| 1986  | Zell am Harmersbach       | Annette Borik          |
| 1988  | Braunfels                 | Rita Kas-Fromm (en)    |
| 1990  | Bad Neustadt an der Saale | Jordanka Micic         |
| 1992  | Bad Neustadt              | Marina Olbrich (en)    |
| 1994  | Wuppertal                 | Ekaterina Borulya (en) |
| 1996  | Dresde                    | Anita Just             |
| 1998  | Weimar                    | Gundula David          |
| 2000  | Rodewisch                 | Tatiana Vassilievitch  |
| 2002  | Bad Brückenau             | Heike Vogel            |
| 2004  | Osterburg                 | Sandra Krege (en)      |
| 2006  | Bad Königshofen           | Petra Blažková (en)    |
| 2008  | Kerkwitz                  | Antje Fuchs            |
| 2010  | Gladenbach                | Heike Vogel            |
| 2012  | Gladenbach                | Antje Fuchs            |

| Année | Ville hôte           | Vainqueur                   |
| ----- | -------------------- | --------------------------- |
| 1977  | Bad Kissingen        | Marta Litinska (URSS)       |
| 1979  | Bad Kissingen        | Maia Tchibourdanidzé (URSS) |
| 1981  | Bad Kissingen        | Nino Gurieli (URSS)         |
| 2014  | Erfurt               | Christina Winterholler      |
| 2015  | Bayerisch Eisenstein | Jutta Ries                  |
| 2016  | Bodenmais            | Melanie Grund               |
| 2017  | Bodenmais            | Brigitte Von Herman         |
| 2018  | Bodenmais            | Vera Lorencova              |
| 2019  | Bodenmais            | Brigitte Von Herman         |

| Année | Lieu       | Championne                |
| ----- | ---------- | ------------------------- |
| 2014  | Dresde     | Elisabeth Pähtz           |
| 2016  | Magdebourg | Ketino Kachiani-Gersinska |
| 2018  | Magdebourg | Fiona Sieber              |
| 2019  | Magdebourg | Ketino Kachiani           |
| 2020  | Magdebourg | Fiona Sieber              |
| 2021  | Magdebourg | Hanna Marie Klek          |
| 2022  | Darmstadt  | Dinara Wagner             |
| 2023  | Rosenheim  | Dinara Wagner             |

## Champions d'èchecs par correspondance allemands
Championnat de RDA (1956 à 1991)
1. Wolf Danneberg (1956-1958)
2. Rolf Schlieder (1960-1963)
3. Gerhard Richter (1962-1965)
4. Hubert Meier (1966-1967)
5. Hubert Meier (1968-1970)
6. Jürgen Stabenow (1971-1972)
7. Heinz Reschke (1973-1974)
8. Uwe Bade (1975-1976)
9. Uwe Bade (1977-1979)
10. Wolfgang Drescher (1980-1982)
11. Werner Schlachelka (1983-1984)
12. Karlheinz Neumann (1985-1986)
13. René Wendt (1986-1987)
14. Raj Tischbierek (1988-1990)
15. Gert Grämer (1990-1991)

Championnat de RFA (1950 à 1991)
1. Lothar Schmid (1950-1952)
2. Hermann Heemsoth (1952-1954)
3. Horst Rittner (1954-1956)
4. Joachim Hübener (1957-1958)
5. Berthold Koch (1958-1959)
6. Helmut Schönherr (1959-1961)
7. Wilhelm Mainz (1962-1963)
8. Gerhard Flum (1963-1965)
9. Leo Flatau (1966-1967)
10. Hermann Heemsoth (1968-1969)
11. Horst Tiemeyer (1970-1971)
12. Adolf Schmaus (1971-1973)
13. Heinz Dünhaupt (1973-1976)
14. Werner Metz (1975-1977)
15. Karl Maeder (1977-1979)
16. Klaus Ahlers (1980-1981)
17. Manfred Kern (1982-1983)
18. Herman Skarke (1984-1985)
19. Manfred Nimtz (1985-1987)
20. Bernd Leiber (1988-1989)
21. Thomas Rupp (1990-1991)

Depuis 1992 (championnats réunifiés)
1. 22.Claus Sprengelmeier (1992-1996)
2. 23.Peter Hertel (1994-1996)
3. 24.Marco Hüls (1994-1996)
4. 25.Dieter Reppmann (1995-1997)
5. 26.Alexander Baldus (1996-1998)
6. 27.Christian Graf (1997-1999)
7. 28.Peter Ellinger (1998-2000)
8. 29.Andreas Wissemann (1999-2001)
9. 30.Frank Gerhardt (2000-2002)
10. 31.Maximilian Voss (2001-2002)
11. 32.Kurt Neumann (2002-2003)
12. 33.Daniela Geldner (2003-2005)
13. 34.Gerhard Müller (2004-2006)  [13]
14. 35.Wolfgang Mehlhorn (2004-2007)  [14]
15. 36.Michael Rümmele (2005-2007)  [15]
16. 37.Erwin Thiering (2007-2008)  [16]
17. 38.Uwe Mehlhorn (2008-2009)  [17]
18. 39.Frank Raupach (2009-2010)  [18]
19. 40.Herbert Adelseck (2010-2011)  [19]
20. 41.Adrian Schilcher (2011-2014)  [20]
21. 42.Rudolf Wolfrum (2012-2014)  [21]
22. 43.Thomas Lins (2012-2015)  [22]
23. 44.Dirk Kruschinski (2013-2015)  [23]
24. 45.Ronald Hanel (2015-2017)  [24]
25. 46.Hermann Hartl (2016-2018)  [25]
26. 47.Uwe Mehlhorn (2017-2018)  [26]
27. 48.Roland Even (2018-2020)  [27]
28. 49.Roland Even (2019-2020)  [28]
29. 50.Roland del Rio  (2020-2021)  [29]
30. 51.Michael Tornow (2021-2022)  [30]
31. 52.Stefan Bissmann-Harald Doderer-Wolfgang Köstner (2022-2023)  [31]